# Sokoline
Sokoline (szerbül: Соколине), lakatlan település Bosznia-Hercegovinában, a Bosanska Krajina keleti részén, Kotor-Varoš községben, a Szerb Köztársaságban. 

## Fekvése
A település Bosznia-Hercegovina északi részén, Banja Lukától légvonalban 24, közúton 39 km-re délkeletre, községközpontjától légvonalban 3, közúton 7 km-re délre, a Čemernica-hegységben, 500-780 méteres magasságban található. 

## Népessége
| Nemzetiségi csoport | Népesség 1991 | Népesség 2013 |
| ------------------- | ------------- | ------------- |
| Szerb               | 0             | 0             |
| Bosnyák             | 0             | 0             |
| Horvát              | 497           | 0             |
| Jugoszláv           | 0             | 0             |
| Egyéb               | 7             | 0             |
| Összesen            | 504           | 0             |

## Története
A katolikus horvátok lakta település 1878-ig tartozott az Oszmán Birodalomhoz, ekkor a berlini kongresszus határozata alapján az Osztrák-Magyar Monarchia része lett. 1879-ben az első osztrák-magyar népszámlálás során a Banja Luka-i járáshoz tartozó településnek 57 háztartása és 177 római katolikus lakosa volt. 1910-ben a Kotor Varoš-i járáshoz tartozó településen 30 háztartást és 254 római katolikus lakost találtak. A monarchia szétesésével 1918-ban előbb a Szerb-Horvát-Szlovén Királyság, majd 1929-től a Jugoszláv Királyság része lett. 1921-ben 294 lakosa volt, akik mind római katolikus horvátok voltak. Az 1929-es törvény értelmében, amikor Bosznia-Hercegovinát négy banovinára, Drinskára, Vrbaskára, Zetskára és Primorskára osztották, a település a Vrbaska banovina része lett, amelynek székhelye Banja Luka volt. Jugoszlávia megszállása után a Független Horvát Állam (NDH) része lett. A második világháború után 1992-ig a szocialista Jugoszlávia részeként a Bosznia-Hercegovinai Népköztársasághoz tartozott. A lakosság jelentős része Nyugat-Európa országaiban is dolgozott. A boszniai háború idején 1992-ben a szerb félkatonai alakulatok elűzték a horvát lakosságot, templomukat pedig lerombolták. A szerb támadásoknak két helyi horvát lakos esett áldozatul. Azóta a település lakatlan. A boszniai háborút lezáró daytoni békeszerződést követő területfelosztásnál Kotor-Varoš község részeként a Szerb Köztársaság területéhez került.

## Nevezetességei
A Nagyboldogasszony tiszteletére szentelt római katolikus temploma. A plébánia 1872-ben jött létre az egyes települések leválasztásával a kotorišćei (Kotor Varoš) plébániától. Sokoline korábban több mint egy évszázadon át (1871-ig) a kiterjedt kotorvaroši plébánia székhelye volt. Közvetlenül a sokolinei plébánia megalakulása után 1873-1874-ben felépült az első plébániatemplom, amely a 19. század végéig volt használatban. A mai templom 1899-1901-ben épült és 1935-ig deszkával volt befedve, ekkor váltották fel a fatáblákat cseréppel. A templomot mintegy 80 évvel később újították fel. 1992 augusztusában a templomot szerb szélsőségesek ágyúzták, és teljesen leégett. Csak a csupasz falak maradtak. Egy ideig gátlástalan pásztorok tartottak juhokat a leégett templom falai között. A felújítás 2000-ben kezdődött. A templomot lefedték, a felújítás jelenleg is tart. 2005-ben a tornyot felújították és új harangot helyeztek el.